# Суви До (Ниш)
Суви До је насељено место у градској општини Палилула на подручју града Ниша у Нишавском округу. Налази се у ширем урбаном простору Ниша, на око 6 км југоисточно од центра града. Према попису из 2022. било је 969 становника (према попису из 1991. било је 807 становника).

## Историја
Суви До је старо, већ у средњем веку формирано насеље, јер га је турски попис 1498. године затекао (уписаног као Дол) са 10 кућа, 2 неожењена, 3 удовичке куће и с дажбинама од 1.682 акче. Касније има мало података о њему. Месна топонимија (Влашко брдо) говори о присутности и распрострањености Влаха сточара (на то указују и називи суседних села: Вукманово, Бербатово, Доње Власе). Ослобођење 1878. године затекло га је као сеоце с непознатим господаром. Био је поприште великих бојева за ослобођење Ниша од 4. до 8. јануара 1878. године (Вучји Дол и Камара).
Суви До је до 1949. био мало село у околини Ниша. Те године, на улазу у село подигнути су први објекти индустрије радио и рендген апарата (РР заводи), претече касније Електронске индустрије. Овај моменат и близина града, подстакли су засељавање радника и социјално-економску преструктурализацију, тако да село отада постепено губи своја традиционална сеоско-сељачка обележја.
Године 1971. у Сувом Долу је било 15 пољопривредних, 9 мешовитих и 153 непољопривредних домаћинства. На тај начин је у социо-економском смислу, почевши од шездесетих година 20. века, добио најпре приградско мешовите, а потом и градске карактеристике (радничко насеље), премда с тачке гледишта урбаног лика оставља утисак још увек претежно руралног насеља.

## Економија и индустрија
Суви До је дом за неколико великих мултинационалних компанија, што доприноси економској виталности и пружа могућности за запошљавање локалном становништву. Значајне компаније са објектима у Сувом Долу укључују:
- Palfinger: Произвођач иновативних решења за подизање.
- Zumtobel: Компанија успешна у решењима за осветљење.
- Центар за виноградарство и винарство: Истраживачка институција фокусирана на виноградарство и винарство.

Поред ових компанија, у близини се налази бивша Електронска индустријска (ЕИ) зона која је поново оживела, привлачећи нове компаније и постајући центар за технологију и иновације. Ова област сада садржи неколико технолошких хабова и успешну технолошку заједницу, додатно подстичући локалну економију и пружајући динамично окружење за пословање и професионалце.

## Саобраћај
До насеља Суви До се може доћи линијом 3 Насеље Ратко Јовић - Суви До.

## Демографија
Године 1878. Суви До је насеље у околини Ниша с око 20 домаћинстава и око 150 становника, а 1930. године има 45 домаћинстава и 275 становника.
У насељу Суви До живи 848 пунолетних становника, а просечна старост становништва износи 44,2 година (42,4 код мушкараца и 46,2 код жена). У насељу има 370 домаћинства, а просечан број чланова по домаћинству је 2,62.
Ово насеље је великим делом насељено Србима (према попису из 2002. године), а у последња три пописа, примећен је пораст у броју становника.
|  |

| Демографија | Демографија | Демографија |
| Година      | Становника  | Становника  |
| ----------- | ----------- | ----------- |
| 1948.       | 319         |             |
| 1953.       | 326         |             |
| 1961.       | 442         |             |
| 1971.       | 564         |             |
| 1981.       | 631         |             |
| 1991.       | 807         | 802         |
| 2002.       | 935         | 944         |
| 2011.       | 1.010       |             |
| 2022.       | 969         |             |

| Етнички састав према попису из 2002.‍ | Етнички састав према попису из 2002.‍ | Етнички састав према попису из 2002.‍ | Етнички састав према попису из 2002.‍ | Етнички састав према попису из 2002.‍ |
| ------------------------------------ | ------------------------------------ | ------------------------------------ | ------------------------------------ | ------------------------------------ |
|                                      |                                      |                                      |                                      |                                      |
| Срби                                 | Срби                                 |                                      | 911                                  | 97,43%                               |
| Роми                                 | Роми                                 |                                      | 6                                    | 0,64%                                |
| Бугари                               | Бугари                               |                                      | 3                                    | 0,32%                                |
| Црногорци                            | Црногорци                            |                                      | 2                                    | 0,21%                                |
| Македонци                            | Македонци                            |                                      | 2                                    | 0,21%                                |
| Хрвати                               | Хрвати                               |                                      | 1                                    | 0,10%                                |
| Руси                                 | Руси                                 |                                      | 1                                    | 0,10%                                |
| непознато                            | непознато                            |                                      | 9                                    | 0,96%                                |

| Година пописа     | 1948. | 1953. | 1961. | 1971. | 1981. | 1991. | 2002. |
| ----------------- | ----- | ----- | ----- | ----- | ----- | ----- | ----- |
| Број домаћинстава | 61    | 63    | 118   | 157   | 189   | 237   | 321   |

| Број чланова      | 1  | 2  | 3  | 4  | 5  | 6  | 7 | 8 | 9 | 10 и више | Просек |
| ----------------- | -- | -- | -- | -- | -- | -- | - | - | - | --------- | ------ |
| Број домаћинстава | 57 | 93 | 49 | 87 | 19 | 12 | 3 | 0 | 1 | 0         | 2,91   |

| Пол    | Укупно | Неожењен/Неудата | Ожењен/Удата | Удовац/Удовица | Разведен/Разведена | Непознато |
| ------ | ------ | ---------------- | ------------ | -------------- | ------------------ | --------- |
| Мушки  | 389    | 98               | 268          | 14             | 9                  | 0         |
| Женски | 402    | 60               | 270          | 53             | 18                 | 1         |
| УКУПНО | 791    | 158              | 538          | 67             | 27                 | 1         |

| Пол    | Укупно                    | Пољопривреда, лов и шумарство | Рибарство                            | Вађење руде и камена | Прерађивачка индустрија       |
| ------ | ------------------------- | ----------------------------- | ------------------------------------ | -------------------- | ----------------------------- |
| Мушки  | 161                       | 2                             | 0                                    | 0                    | 61                            |
| Женски | 128                       | 5                             | 0                                    | 0                    | 42                            |
| УКУПНО | 289                       | 7                             | 0                                    | 0                    | 103                           |
| Пол    | Производња и снабдевање   | Грађевинарство                | Трговина                             | Хотели и ресторани   | Саобраћај, складиштење и везе |
| Мушки  | 2                         | 9                             | 19                                   | 6                    | 21                            |
| Женски | 2                         | 2                             | 19                                   | 5                    | 2                             |
| УКУПНО | 4                         | 11                            | 38                                   | 11                   | 23                            |
| Пол    | Финансијско посредовање   | Некретнине                    | Државна управа и одбрана             | Образовање           | Здравствени и социјални рад   |
| Мушки  | 1                         | 3                             | 12                                   | 4                    | 4                             |
| Женски | 2                         | 0                             | 1                                    | 9                    | 30                            |
| УКУПНО | 3                         | 3                             | 13                                   | 13                   | 34                            |
| Пол    | Остале услужне активности | Приватна домаћинства          | Екстериторијалне организације и тела | Непознато            | Непознато                     |
| Мушки  | 9                         | 0                             | 0                                    | 8                    | 8                             |
| Женски | 6                         | 0                             | 0                                    | 3                    | 3                             |
| УКУПНО | 15                        | 0                             | 0                                    | 11                   | 11                            |